# Gąsewo (Grodzisko)
Gąsewo (niem. Heidenberg B.) – część wsi Grodzisko w Polsce, położona w województwie warmińsko-mazurskim, w powiecie gołdapskim, w gminie Banie Mazurskie.
W latach 1975–1998 Gąsewo położone było w województwie suwalskim.

## Nazwa
28 marca 1949 r. ustalono urzędową polską nazwę miejscowości – Gasewo, określając drugi przypadek jako Gasewa, a przymiotnik – gasewski.